# Ampelopsis gongshanensis
Ampelopsis gongshanensis är en vinväxtart som beskrevs av Chao Luang Li. Ampelopsis gongshanensis ingår i släktet Ampelopsis och familjen vinväxter. Inga underarter finns listade i Catalogue of Life.